# Hohenweiler (Pleinfeld)
Hohenweiler ist ein Gemeindeteil des Marktes Pleinfeld im Landkreis Weißenburg-Gunzenhausen (Mittelfranken, Bayern). Hohenweiler liegt in der Gemarkung Stirn. Der sandige Boden ist für den Spitznamen der Bewohner von Hohenweiler „Walinger Sandhosn“ (Waldsandhasen) verantwortlich.

## Lage
Das Dorf liegt zwischen Pleinfeld und Stirn. Vom Großen Brombachsee ist Hohenweiler etwa einen Kilometer in östlicher Richtung entfernt, von Pleinfeld im Süden etwa zwei Kilometer, Stirn liegt einen Kilometer nordwestlich.

## Geschichte
Vor der Gemeindegebietsreform der 1970er Jahre war Hohenweiler ein Gemeindeteil von Stirn. Am 1. Juli 1972 wurde die Gemeinde Stirn nach Pleinfeld eingegliedert. 1998 und 1999 fand die Dorferneuerung statt und die Kanalisation wurde ausgetauscht. Durch Spenden der Freiwilligen Feuerwehr Hohenweiler und Bewilligung des Marktgemeinderats Pleinfelds konnte während der Dorferneuerung ein Brunnen finanziert werden, der in Anlehnung an den Spitznamen eine Hasenfamilie zeigt, die aus einem Hopfengarten lugt und Sandhosbrunnen heißt.

## Baudenkmäler
Die Herz Jesu-Ortskapelle wurde 1870 durch die Ortsgemeinschaft aus Sandstein errichtet und dient für Sonntags- und Maiandachten. Die Christusfigur mit Dornenkrone und die vergoldete Umrahmung im Innenraum sind aus einem Stück Holz geschnitzt.